# Fliegermorde
Als Fliegermorde wird die völkerrechtswidrige Tötung abgeschossener oder notgelandeter alliierter Flugzeugbesatzungen in der Endphase des Zweiten Weltkrieges bezeichnet. Die überwiegende Zahl der Täter waren lokale Funktionäre der NSDAP sowie Angehörige der Kriminal- und der Geheimen Staatspolizei. In manchen Quellen werden mehr als 300 Fälle von Morden und (in wenigen Fällen) verweigerter Hilfe dokumentiert. Nach Kriegsende wurden Beteiligte in den Fliegerprozessen vor alliierte Militärgerichte gestellt und abgeurteilt. Über 150 der Angeklagten wurden hingerichtet.

## „Lynchmorde“ an alliierten Fliegern
Während die 1940/41 durchgeführten Luftangriffe des britischen RAF Bomber Command auf Deutschland und die deutsch besetzten Gebiete Westeuropas noch kaum nennenswerte Erfolge, dafür aber hohe Verluste an Maschinen und Besatzungen zur Folge hatten, wurde die Strategie seit der Amtsübernahme des neuen Kommandeurs Arthur Harris Anfang 1942 geändert. Man ging seit Mai 1942 zu nächtlichen Flächenbombardements mit großen Verbänden von bis zu 1000 Bombern über. Es wurde darauf abgezielt, nach Möglichkeit Stadtzentren in Brand zu setzen. Das mit stetig verbesserten Flugzeugmustern und Zielverfahren ausgerüstete RAF Bomber Command wurde ab Juni 1943 durch die Bomber der United States Army Air Forces (8th Air Force) verstärkt. Zusätzlich zur Hauptbasis der Bomber in Ostengland stand den Alliierten ab Herbst 1943 der große Flugplatzkomplex von Foggia in Unteritalien zur Verfügung, wo die kleinere 15th Air Force basiert wurde. Nach anfänglichen Schwierigkeiten und mitunter hohen Verlusten bis Frühjahr 1944 war ab Mitte 1944 allmählich eine weitgehende alliierte Lufthoheit erreicht. In der Regel griffen die britischen Verbände nachts und die US-amerikanischen tagsüber an, wobei man auf amerikanischer Seite im Prinzip anstrebte, weniger ganze Stadtareale und Wohngebiete, als Punktziele (Industrien, Verkehrsanlagen usw.) zu zerstören.
Die Behandlung von Flugzeugbesatzungen, die über feindlichem Gebiet abgeschossen wurden oder auf Grund technischer Defekte notlanden mussten, war in der Haager Landkriegsordnung von 1907 und im Genfer Abkommen über die Behandlung der Kriegsgefangenen von 1929 festgelegt. Beide internationale Abkommen waren vom Deutschen Reich anerkannt worden und blieben bis Kriegsende de jure in Kraft. Zur Behandlung von Kriegsgefangenen hieß es in der Genfer Konvention: „Sie müssen jederzeit mit Menschlichkeit behandelt und insbesondere gegen Gewalttätigkeiten, Beleidigungen und öffentliche Neugier geschützt werden. Vergeltungsmaßnahmen an ihnen auszuüben ist verboten.“

### NS-Führung und Fliegermorde

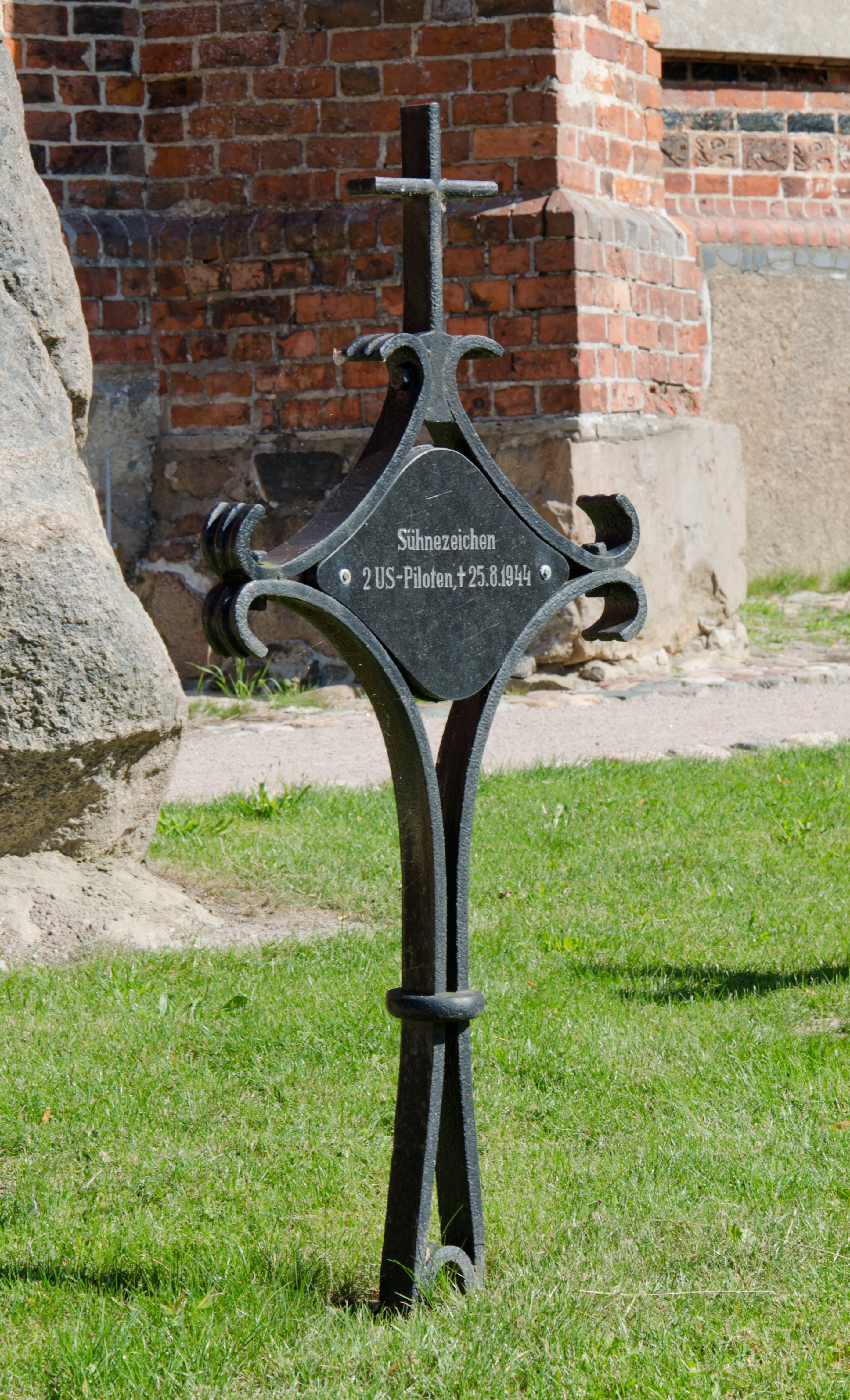
Gedenkkreuz für ermordete US-Piloten in Steffenshagen. Täter war in diesem Fall ein ortsansässiger „Bauernführer“

Im Oktober 1942 erteilte Hitler den „Kommandobefehl“, sogenannte „Sabotagetrupps der Briten und ihrer Helfershelfer“, auch wenn sie anhand ihrer Uniformen als Soldaten erkennbar oder unbewaffnet waren, „im Kampf oder auf der Flucht bis zum letzten Mann niederzumachen“. Der „Kommandobefehl“ bezog sich nicht auf feindliche Piloten und Flugzeugbesatzungen, die den Abschuss oder die Notlandung ihrer Flugzeuge überlebten.
Heinrich Himmler als Reichsführer SS äußerte in einer Weisung vom 10. August 1943, es sei „nicht Aufgabe der Polizei, sich in Auseinandersetzungen zwischen deutschen Volksgenossen und abgesprungenen englischen und amerikanischen Terrorfliegern einzumischen“. Die Weisung erging an die Befehlshaber der Ordnungspolizei (BdO) und Sicherheitspolizei (BdS) und sollte nachgeordneten Dienststellen sowie den Gauleitern der NSDAP mündlich zur Kenntnis gebracht werden. Ernst Kaltenbrunner, der Chef des Reichssicherheitshauptamtes, bekräftigte diese Weisung am 5. April 1944 und gab bekannt, dass Himmler für Personen, die sich aus „falsch verstandenem Mitleid gegenüber gefangengenommenen feindlichen Fliegern würdelos verhalten“, in leichten Fällen „Schutzhaft“ nicht unter 14 Tagen, in schweren Fällen Einweisung in ein Konzentrationslager angeordnet habe. Seitens der NSDAP ließ Martin Bormann Ende Mai 1944 in einem geheimen Rundschreiben an die Reichsleiter, Gauleiter und Kreisleiter der Partei wissen:
„Englische und nordamerikanische Flieger haben in den letzten Wochen wiederholt im Tiefflug auf Plätzen spielende Kinder, Frauen und Kinder bei der Feldarbeit, pflügende Bauern, Fuhrwerke auf der Landstraße, Eisenbahnzüge usw. aus geringer Höhe mit Bordwaffen beschossen und dabei auf gemeinste Weise wehrlose Zivilisten – insbesondere Frauen und Kinder – hingemordet.

Mehrfach ist es vorgekommen, daß abgesprungene oder notgelandete Besatzungsmitglieder solcher Flugzeuge unmittelbar nach der Festnahme durch die auf das äußerste empörte Bevölkerung an Ort und Stelle gelyncht wurden.
Von polizeilicher und strafgerichtlicher Verfolgung der dabei beteiligten Volksgenossen wurde abgesehen.“
Bormanns Rundschreiben sollte mündlich den Ortsgruppenleitern zur Kenntnis gegeben werden. Der Hamburger Gauleiter Karl Kaufmann bestätigte im Nürnberger Prozess, es gehe „klar aus dem Wortlaut“ des Rundschreibens hervor, dass zur Nichteinmischung beim Lynchen von Fliegern ermutigt werden sollte. Wilhelm Keitel, Chef des Oberkommandos der Wehrmacht, sprach im Juli 1944 von „Selbsthilfe der Bevölkerung“ und hielt es für parteiisch, wenn Soldaten alliierte Flieger schützen würden: „Kein deutscher Volksgenosse kann für ein solches Verhalten unserer bewaffneten Macht Verständnis haben“, so Keitel. Noch im Februar und März 1945 gab der südwestfälische Gauleiter Albert Hoffmann einen Befehl heraus, der alliierte Piloten dem „Volkszorn“ ausliefern sollte.

### Zahlen und Täter
Die genaue Zahl der Morde an alliierten Fliegern ist nicht bekannt. Nachgewiesen sind 225 Fälle, die Gesamtzahl wird auf 350 geschätzt. Weitere 60 Flieger wurden misshandelt, ohne dabei zu Tode zu kommen. Auch in Österreich wurden mindestens 100 Flieger gelyncht. Die ersten dokumentierten Fälle ereigneten sich im Zusammenhang mit den Bombenangriffen auf Hamburg, der „Operation Gomorrha“, am 25. Juli 1943 in der Nähe von Lübeck. Für den Juli 1944 sind 24 Fälle von Tötungen und elf Misshandlungen dokumentiert. Bis Januar 1945 sanken die Zahlen leicht, die meisten Fälle traten im März 1945 mit 37 Morden und zwei Misshandlungen auf. Regionale Schwerpunkte waren Hessen, die Gegend südlich von Wolfsburg und das Ruhrgebiet. Im Ruhrgebiet häuften sich die Fälle nicht während des Höhepunktes der britischen Luftangriffe zwischen März und Juli 1943 („Battle of the Ruhr“), sondern im Oktober 1944.

Der Gauleiter Westfalen-Süd, Albert Hoffmann, sanktionierte am 25. Februar 1945 die Lynchjustiz an abgeschossenen alliierten Jagdbomberpiloten (Jabo). Es erging ein Runderlass an alle Polizeidienststellen im Gaugebiet:
„Sämtliche Jabo-Piloten, die abgeschossen werden, sind grundsätzlich der Volksempörung nicht zu entziehen.
Ich erwarte von allen Dienststellen der Polizei, dass sie sich nicht als Beschützer dieser Gangstertypen zur Verfügung stellen.

Behördliche Dienststellen, die dem gesunden Volksempfinden zuwiderhandeln, werden von mir zur Rechenschaft gezogen. Alle Polizei- und Gendarmerie-Beamten sind unverzüglich über diese meine Auffassung zu unterrichten.“
Hinsichtlich der Täter lassen sich zwei Hauptgruppen erkennen: Lokale Vertreter der NSDAP und Angehörige von Kriminalpolizei und Gestapo. Insbesondere NSDAP-Kreisleiter und ihre Vertreter waren unmittelbar an den Fliegermorden beteiligt. Bei Angehörigen der Polizei sind die meisten Täter in den Reihen der Kriminalpolizei und Gestapo zu finden. Ortspolizisten waren in Einzelfällen für Tötungen verantwortlich, häufiger für Misshandlungen unmittelbar nach Festnahme. In vereinzelten Fällen wurden die Morde von Soldaten der Wehrmacht verübt. Die örtliche Bevölkerung war bei einer Reihe von Fliegermorden beteiligt. Hier sind Fälle von Übergriffen durch einen „wütenden Mob“ wie auch die Exzesstaten Einzelner dokumentiert. Die Historikerin Barbara Grimm kommt zu folgender Einschätzung:
„Die Übergriffe auf abgestürzte alliierte Flieger waren im Regelfall keine Racheakte für unmittelbar vorangegangene Bombenangriffe. Aufgestachelt durch die Vergeltungspropaganda des Regimes dienten die Angriffe letztlich vor allem als willkommene Anlässe, um der wachsenden Brutalisierung und Radikalisierung ein Ventil zu geben. Täter waren in der Regel nationalsozialistische Funktionsträger, die keine Scheu davor hatten, selbst Hand anzulegen. Der Lynchmord im Sinne sich selbstmobilisierender Kommunen und Stadtviertel war dagegen die Ausnahme.“

### Beispiele
Auf Anordnung des NSDAP-Kreisleiters Benedikt Kuner wurden am 21. Juli 1944 in Schollach im Hochschwarzwald fünf amerikanische Flieger nach einem Fallschirmabsprung erschossen.
Im Saarland ordnete der Saarbrücker Polizeipräsident Fritz Dietrich im August 1944 die Erschießung abgesprungener amerikanischer Piloten an. Die Flieger befanden sich im Gewahrsam mehrerer Polizeireviere, wurden von Angehörigen der 85. SS-Standarte abgeholt und in den Wäldern erschossen.

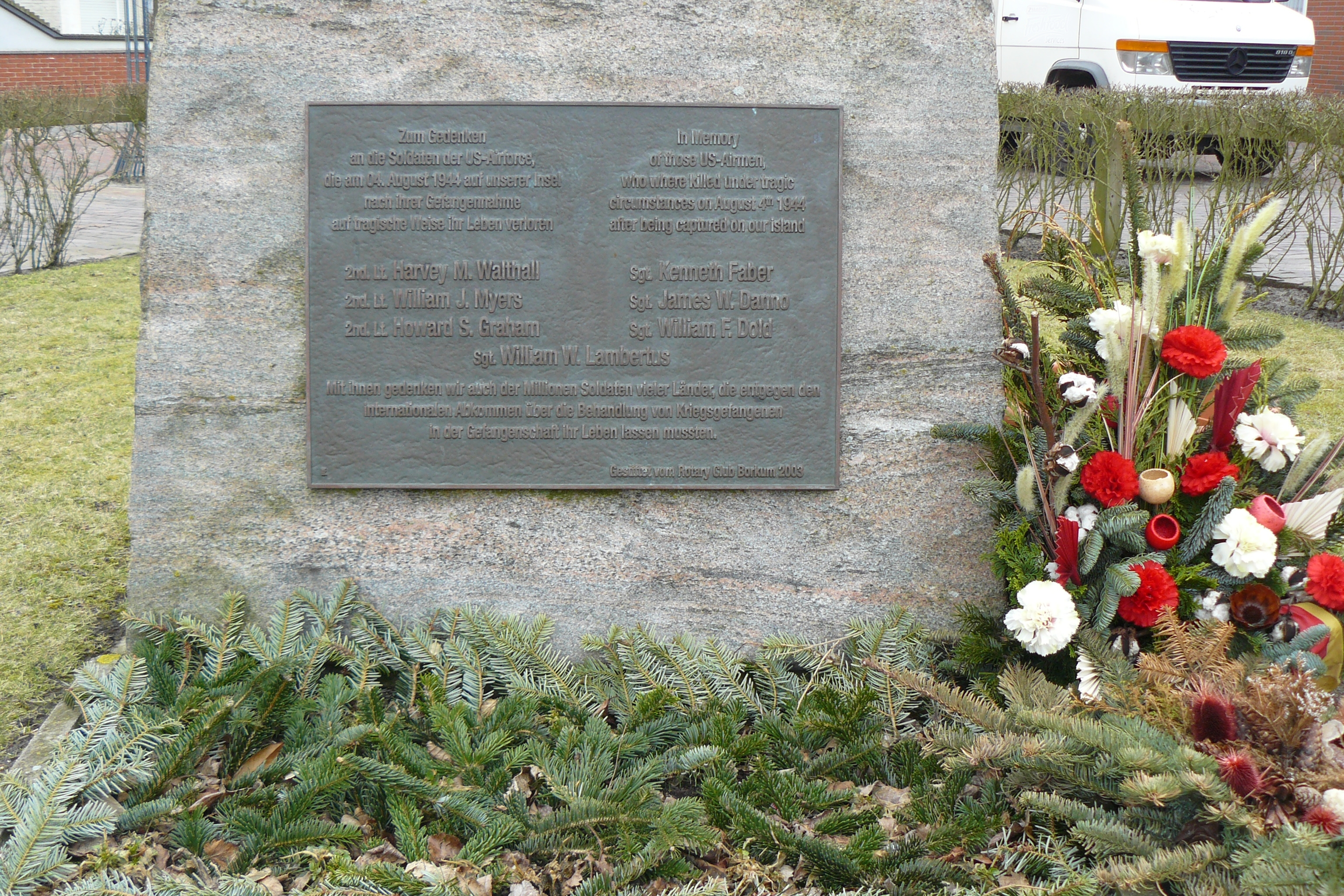
Gedenkstein auf Borkum

Bei den Fliegermorden auf der Nordseeinsel Borkum wurden am 4. August 1944 sieben Angehörige der Besatzung eines notgelandeten US-Bombers von Angehörigen des Reichsarbeitsdienstes mit Schaufeln geschlagen, ehe ein unbeteiligter deutscher Soldat die gesamte Besatzung mit seiner Pistole erschoss. Die Wachen der Marine schritten nicht ein. Seit 2003 gibt es einen Gedenkstein. Bei der offiziellen Feierstunde waren zwei ehemalige Besatzungsmitglieder des Bombers anwesend. Diese beiden hatten überlebt, weil sie vor der Notlandung des Flugzeuges abgesprungen waren.
In Rüsselsheim wurden am 26. August 1944 sechs US-Flieger ermordet, zwei weitere wurden schwer verletzt. Die Piloten waren zuvor über Norddeutschland abgeschossen worden und sollten per Eisenbahn in das Durchgangslager Oberursel gebracht werden. In der Nacht zuvor hatte die Royal Air Force einen schweren Bombenangriff auf Rüsselsheim geflogen, der u. a. die dortige Eisenbahnstrecke unterbrach. Deshalb wurden die US-Piloten zu Fuß durch die Stadt geführt. Die deutschen Wachsoldaten schritten nicht ein, als die Gefangenen mit Steinen und Dachziegeln beworfen und mit Knüppeln, Schaufeln und Hämmern geschlagen wurden. Als die Gefangenen regungslos am Boden lagen, erschoss der NSDAP-Ortsgruppenleiter vier von ihnen. Zwei Fliegern gelang später schwerverletzt die Flucht, da sie sich tot gestellt hatten. Berufe der Täter waren Hausfrau, Arbeiter, Bauer und Wirt. Fünf der Täter wurden am 10. November 1945 im Gefängnishof von Bruchsal gehenkt. Am 31. August 2004 wurde in Rüsselsheim ein Mahnmal zur Erinnerung an die Morde eingeweiht.
Am 10. September 1944 wurde der USAAF-Jagdflieger Major John R. Reynolds über Ingolstadt abgeschossen. Zur Vermeidung ziviler Opfer zog er mit seiner abstürzenden P-51 „Mustang“ noch über ein Wohnhaus weg und stieg erst in 50 Meter Höhe mit dem Fallschirm aus. Bei der Landung verletzte er sich leicht und wurde von der Polizei gefangen genommen. Unter einem Vorwand ließ sich der Ingolstädter NSDAP-Kreisleiter Georg Sponsel, ein fanatischer Nazi, den Kriegsgefangenen übergeben und erschoss ihn.
Ungefähr am 29. September 1944 wurde ein amerikanischer Flieger kurz nach seiner Landung per Fallschirm bei Bad Neustadt an der Saale aufgegriffen und in die örtliche Polizeistation von Bastheim gebracht. Am gleichen Tag wurde der Flieger vom NSDAP-Kreisleiter und seinem Stellvertreter abgeholt und wenig später von hinten erschossen, so dass behauptet werden konnte, der Amerikaner sei „auf der Flucht erschossen“ worden.

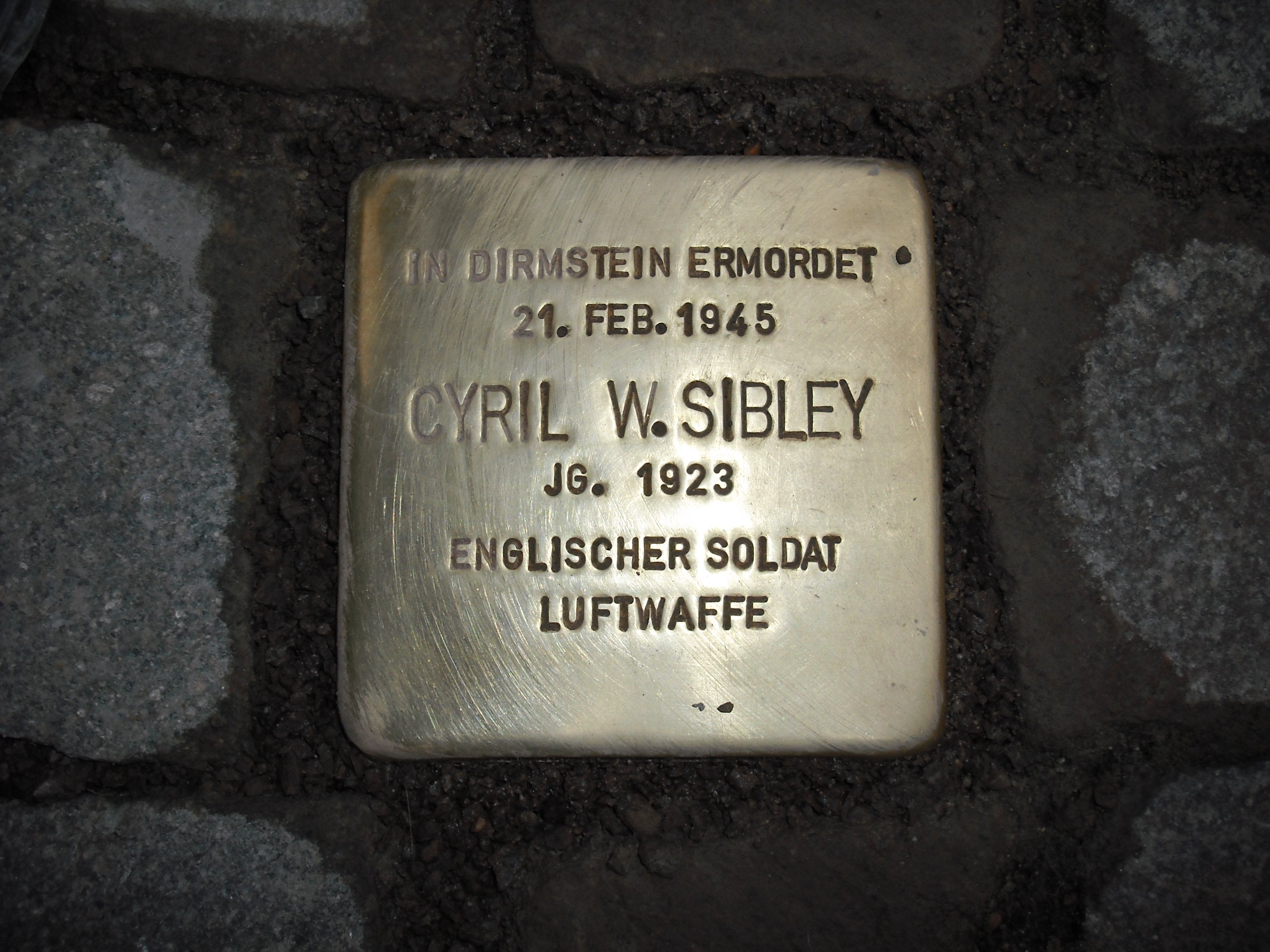
Stolperstein für Cyril William Sibley

Cyril William Sibley, ein 21-jähriger Sergeant der Royal Air Force, überlebte im Februar 1945 den Abschuss seines Flugzeuges über der nördlichen Vorderpfalz bei Dirmstein. Er wurde wenig später vom Dirmsteiner NSDAP-Ortsgruppenleiter Adolf Wolfert erschossen. Wolfert und weitere Tatbeteiligte wurden 1946 von einem britischen Militärgericht zum Tode verurteilt und hingerichtet. Seit 2009 erinnert in Dirmstein ein Stolperstein an Sibley.
Am 5. November 1944, nach dem Großangriff auf Solingen, sollten vier alliierte Soldaten in kanadischer Uniform – Ernest Crossley, Jack Lupinsky, Allan Gilchrist Samuel und Matthew Dorrell –, die am 2. November bei einem Angriff abgestürzt waren, zum Verhör nach Düsseldorf überstellt werden. Vor dem Solinger Stadthaus wurde die kleine bewachte Gruppe von SA-Männern, Wehrmachtssoldaten und Zivilisten entdeckt. Aus der Menge heraus wurde auf die Kriegsgefangenen geschossen, und alle vier Gefangenen starben noch auf der Straße. Andere Passanten warfen Steine auf die sterbenden Soldaten und traten auf deren Körper. Zwei Täter wurden 1947 vor einem britischen Militärgericht angeklagt: Der SA-Führer Erich Wilinski wurde zum Tode und der Soldat Hans Kühn zu 20 Jahren Haft verurteilt. Wilinski wurde später zu 20 Jahren Haft begnadigt und wie Hans Kühn 1957 aus dem Kriegsverbrechergefängnis Werl entlassen.
Zwischen dem 27. Oktober und dem 10. Dezember 1944 wurden bei Gladenbach und Oberlemp in Mittelhessen drei namentlich bekannte britische Flieger, die nach dem Luftangriff auf Gießen am 6. Dezember 1944 aus ihren abgeschossenen Maschinen abgesprungen waren, von Polizisten erschossen, ferner ein US-amerikanischer Pilot (Fliegermorde im Marburger Hinterland 1944).
In Graz in Österreich wurden vier Flieger eines kanadischen Bombers am 4. März 1945 von Angehörigen der SS und des Volkssturms gelyncht. Als Schutzpolizisten ihre Dienstwaffen zogen, ließ die Menschenmenge vom fünften Besatzungsmitglied ab. Den Befehl ihres Kommandeurs, den Flieger zu erschießen, unterliefen die Polizisten durch Vortäuschen einer Exekution. Der Gefangene konnte entkommen.
Auf Würzburg gab es am 16. März 1945 einen großen Luftangriff. Ein Besatzungsmitglied eines abgeschossenen Flugzeuges wurde wenig später in Sommerhausen umgebracht.

## Fliegerprozesse
Nach der bedingungslosen Kapitulation der Wehrmacht gehörten die Prozesse um die Tötung und Misshandlung alliierter Flieger zu den ersten von alliierten Militärgerichten in Deutschland durchgeführten Strafverfahren. Allein in den Dachauer Prozessen – benannt nach dem Verhandlungsort auf dem als Internierungslager genutzten Gelände des einstigen Konzentrationslagers – wurden 200 Verfahren durchgeführt. Vor britischen und kanadischen Gerichten fanden bis zum 1. Mai 1947 27 Verfahren statt. Mehrere Fliegermorde wurden in den Curiohaus-Prozessen in Hamburg und den Dreierswalde-Prozessen in Wuppertal verhandelt. Acht Verfahren wurden in der SBZ oder DDR durchgeführt.
In den in Dachau vor amerikanischen Militärgerichten verhandelten Fällen wurde den Angeklagten die Verletzung internationalen Rechts, namentlich der Haager Landkriegsordnung von 1907 und der Genfer Konvention über die Behandlung von Kriegsgefangenen von 1929, vorgeworfen. Weiterhin wurde der Anklagevorwurf des „Common Design“ – eines gemeinsamen Plans oder Vorhabens zur Begehung von Verbrechen – erhoben. Die Urteile der Militärgerichte konnten auf Antrag überprüft werden. Hierzu bestand ein sogenanntes Review Board der US-Armee, das die Urteile überprüfte und entsprechende Empfehlungen an den amerikanischen Oberbefehlshaber in Europa aussprach. Diesem stand das Recht zu, die Urteile zu ändern oder zu bestätigen. Die Überprüfung der Urteile war dem Gnadenrecht ähnlicher als einer Revision.

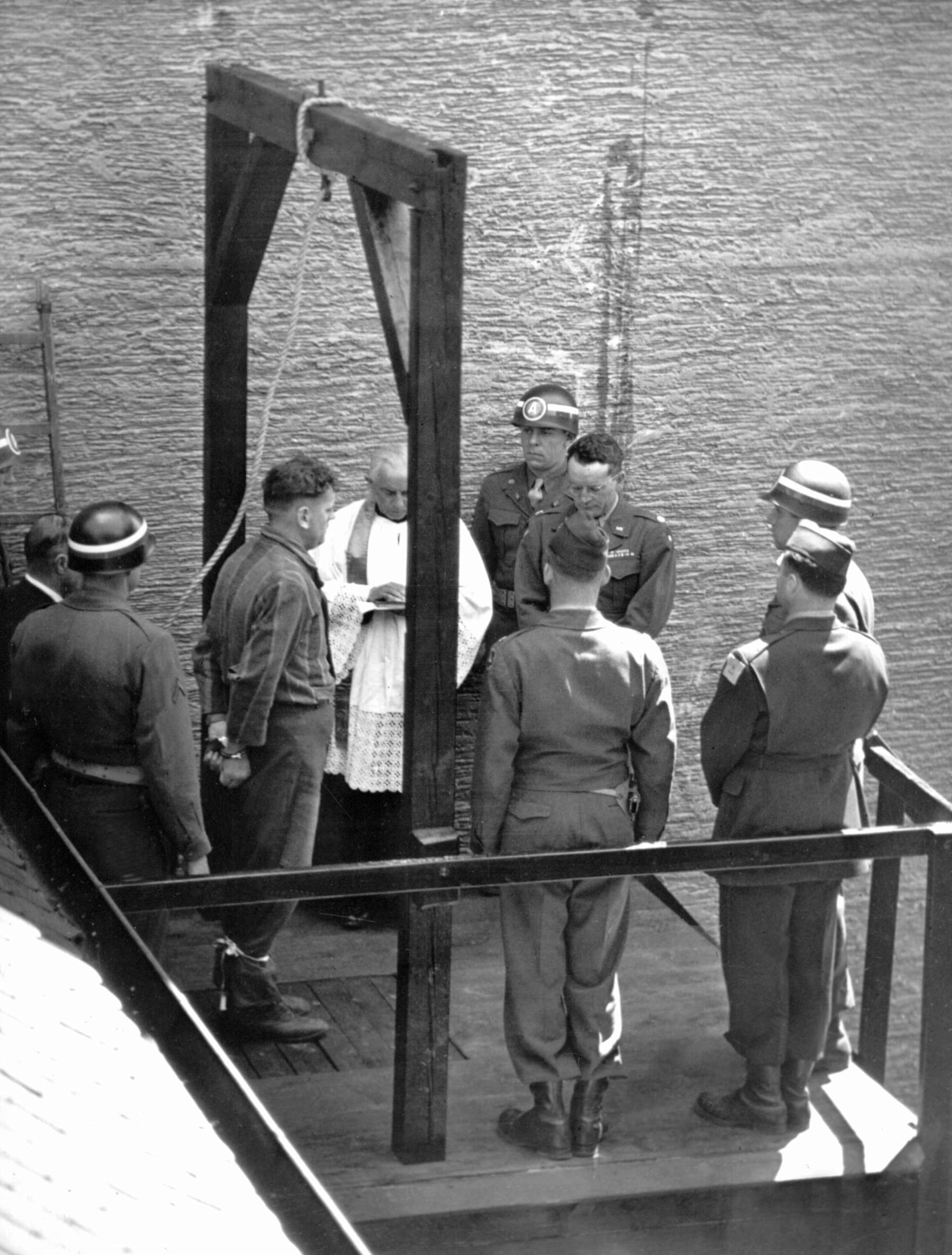
Hinrichtung im Gefängnishof von Landsberg am Lech, 1946. Hier wurden die meisten Täter gehängt, die wegen eines Fliegermordes verurteilt waren.

Besondere Bedeutung kam dem Verfahren gegen den SS-Gruppenführer Jürgen Stroop und 20 Mitangeklagte vom 10. Januar bis zum 21. März 1947 zu. In diesem Verfahren wurden verschiedene Übergriffe auf Flieger in Hessen zusammen verhandelt. Stroop stand als Höherer SS- und Polizeiführer (HSSPF) „Rhein-Westmark“ vor Gericht; weitere Angeklagte waren Angehörige der SS und der Gestapo. Anordnungen und Weisungen wie die Himmlers vom 10. August 1943 waren Verhandlungsgegenstand und waren für das Militärgericht der Grund für die Annahme eines „Common Design“. Zudem wurden in dem Verfahren Hierarchien sowie Dienst- und Befehlswege erörtert. Die Angeklagten beriefen sich häufig darauf, auf höheren Befehl gehandelt zu haben, und bestätigten die eigene Kenntnis von Befehlen zur Tötung von Fliegern. 13 Angeklagte wurden zum Tode verurteilt; drei dieser Strafen wurden später in lebenslange Haft umgewandelt. Die anderen Angeklagten erhielten Haftstrafen zwischen drei und 15 Jahren Gefängnis. Der zum Tode verurteilte Jürgen Stroop wurde an Polen ausgeliefert, dort als Verantwortlicher für die Niederschlagung des Aufstands im Warschauer Ghetto erneut zum Tode verurteilt und 1952 hingerichtet. Die zu Haftstrafen Verurteilten wurden vorzeitig freigelassen.
Der Ingolstädter Kreisleiter Georg Sponsel wurde 1947 verurteilt und hingerichtet.
In weiteren Fliegerprozessen wurde der mecklenburgische NSDAP-Gauleiter Friedrich Hildebrandt in Dachau am 31. Mai 1947 zusammen mit weiteren Parteifunktionären seines Gaus zum Tode verurteilt. Auf Grund ihrer Anordnungen waren in vier Fällen gefangengenommene Flieger getötet worden. Der ehemalige Polizeichef von Langenselbold, Alfred Bury, wurde am 15. Juli 1945 zusammen mit fünf weiteren Angeklagten zum Tode verurteilt. Bury hatte im Dezember 1944 die Tötung eines abgesprungenen US-Piloten angeordnet. Unter den Mitangeklagten waren Polizisten, die den Flieger in einem nahegelegenen Waldstück erschossen hatten, sowie Vorgesetzte Burys, die entsprechende, allgemein gehaltene Befehle erteilt hatten. Am 30. Oktober 1947 wurde der Mediziner Alois Grisl zu lebenslanger Haft verurteilt. Grisl hatte sich im Juli 1944 geweigert, einen in Oberösterreich bei Molln abgeschossenen amerikanischen Piloten medizinisch zu versorgen. Der Schwerverletzte starb. Das Urteil gegen Grisl wurde später einer Überprüfung unterzogen und auf 15 Jahre Haft reduziert. Im Kriegsverbrechergefängnis Landsberg wurden insgesamt 82 Todesurteile gegen die in den amerikanischen Prozessen Verurteilten vollstreckt.
Zu den wegen ihrer Beteiligung an den Fliegermorden Hingerichteten gehörte auch Eberhard Schöngarth. Der Teilnehmer der Wannseekonferenz wurde im Februar 1946 von einem britischen Militärgericht wegen der Erschießung eines alliierten Piloten im November 1944 bei Enschede zum Tode verurteilt und im Zuchthaus Hameln hingerichtet.
Der General der Flakartillerie August Schmidt wurde 1947 wegen der Weitergabe von Befehlen, dass gefangene alliierte Piloten von ihren deutschen Bewachern nicht zu schützen seien, verurteilt. Die lebenslange Haftstrafe wurde in der Berufung auf zehn Jahre reduziert.

## Großbritannien
Aus Großbritannien gab es Berichte über zwei Fälle mit insgesamt fünf Angehörigen der deutschen Luftwaffe, die hiernach auf britischem Boden umgebracht worden seien sollen. Diese konnten nicht bestätigt beziehungsweise widerlegt werden. Beide Fälle ereigneten sich 1940 während der Luftschlacht um England.

### Vorfall in East Wittering (West Sussex), 26. August 1940
Am 26. August 1940 musste eine Heinkel He 111 nach schwerer Beschädigung am Strand von in East Wittering (West Sussex) notlanden. In der Lokalpresse wurde seinerzeit berichtet, Soldaten des Duke of Cornwall’s Light Infantry Regiment (DCLI) hätten die Heinkel mit Maschinengewehren abgeschossen und die Besatzung des Flugzeugs durch Maschinengewehrfeuer getötet. Im Februar 1971 kamen durch einen Sturm Reste des Flugzeugs zum Vorschein, woraufhin wieder Interesse an den Ereignissen aufkam. Im Tabloid Tit-Bits vom 30. August 1973 stellte Alec Grant die Frage: „War dies unser geheimes Kriegsverbrechen?“ Die 1973 gegründete Zeitschrift After the Battle nahm sich des Themas an und fand in Archiven der Royal Air Force die Aussage des Piloten Sergeant Basil Whall, der zuvor mit seiner Spitfire gegen die Heinkel gekämpft hatte: Er habe gesehen, wie die deutschen Flieger gefangen genommen worden seien. Dies würde bedeuten, dass die Soldaten nach ihrer Gefangennahme getötet wurden. Von einem Nachrichtenoffizier der RAF hieß es dagegen, die Flugzeugbesatzung sei durch das tödliche Maschinengewehrfeuer „daran gehindert“ worden, das Flugzeug anzuzünden. Tatsächlich hatte einer der Deutschen überlebt: der Pilot Leutnant Albert Metzger, der von den beiden Autoren Peter D. Cornwell und Andy Saunders 1979 in Bonn ausfindig gemacht und dort interviewt wurde. Nach seiner Aussage hörte er während des Luftkampfes nicht mehr seinen Schützen und Funker, weshalb er seinen Navigator nach hinten schickte. In diesem Moment wurde das Flugzeug erneut angegriffen, wodurch Metzger am Schenkel verwundet wurde und auch der Navigator nicht zurückkehrte. Metzger musste allein notlanden. Er hörte einige Gewehrschüsse, doch kein Maschinengewehr. Britische Soldaten zogen ihn aus dem Flugzeug, in dem er seine vier toten Kameraden sah, die kurz darauf wegtransportiert wurden. Sie wurden in Chichester mit militärischen Ehren beerdigt. Nach Einschätzung der französischen Historikerin Claire Andrieu ist hiermit die These vom Kriegsverbrechen in East Wittering widerlegt: Die vier Toten waren bereits während des Luftkampfes gestorben.

### Vorfall Robert Zehbe, Kennington Oval, London, 15. September 1940
Oberleutnant Robert Zehbe steuerte eine Dornier Do 17 über London, die vom hierfür später ausgezeichneten Raymond Towers Holmes zum Absturz gebracht wurde. Während zwei Besatzungsmitglieder im abgestürzten Flugzeug verbrannten, gelang drei Fliegern der Ausstieg mit dem Fallschirm – unter ihnen Zehbe. Während zwei der Deutschen ohne weitere Vorkommnisse gefangen genommen wurden, ging Zehbe beim Kennington Oval nieder und blieb an einem Elektromast hängen, wo er von einer wütenden Menge von Zivilisten empfangen wurde. Es gibt eine Reihe sich teilweise widersprechender Augenzeugenberichte, was die Menschenmenge mit Zehbe anrichtete. In einem Bericht heißt es, eine ältere Frau habe Zehbe mit einer Kohlenschaufel geschlagen mit den Worten: „Und das ist für meinen Sohn in Dünkirchen!“ Schließlich kamen Soldaten, drängten die Menschenmenge zurück und brachten Zehbe ins Krankenhaus, wo er am nächsten Tag starb. Als Todesursache wurden Verwundungen angegeben. Der Fall wurde nicht juristisch aufgearbeitet. Es bleibt die Frage, ob Zehbe wegen zuvor im Kampf erlittener Verwundungen starb oder die Misshandlungen durch die Zivilisten (auch) ursächlich für seinen Tod waren.

### Vorfall Ernst Poschenrieder, 30. September 1940
Am 30. September 1940 machte der Jagdflieger Unteroffizier Ernst Poschenrieder mit seiner Messerschmitt Bf 109 eine Notlandung auf Broom Hill (Strood). Auf Grund der zerstörten Fahrwerke musste er vor der Landung sämtliche Munition verschießen, in die Luft zielend. Laut Augenzeugenberichten wollten die Landarbeiter auf dem Feld in der Annahme, sie seien direkt beschossen worden, den notgelandeten Piloten lynchen. Die Schottin Sarah Kortwright von der Land Army stellte sich jedoch ihnen energisch entgegen, bis der herbeigerufene Polizist Jack Matthews aus Rochester Poschenrieder festnahm und zur Polizeistation Chatham brachte. Eine Notoperation am Rücken im nahegelegenen Marinekrankenhaus rettete Poschenrieder das Leben. 1955 besuchte Poschenrieder den Chirurgen und seine Beschützerin Kortwright, um ihnen für seine Rettung persönlich zu danken.

### Vergleich der Situation in Großbritannien und Deutschland
Auf Basis von ihr gesammelter Augenzeugenberichte kommt Claire Andrieu zu dem Schluss, dass abgeschossene deutsche Flieger in Großbritannien schlimmstenfalls von einem feindseligen Mob bedroht, dabei aber doch stets von Soldaten beschützt worden seien, während sie in anderen Fällen von Zivilisten u. a. zu essen und zu trinken bekommen hätten. Sie kontrastiert dies mit der Situation in Deutschland, wo mit der Verschärfung des Luftkrieges ab 1943 zunehmend brutaler mit abgeschossenen alliierten Fliegern umgegangen wurde.

## Italien
Im Oktober 1935 überfiel das faschistische Italien das Kaiserreich Abessinien und eroberte das Land im Rahmen einer grausamen Kriegsführung.
Propagandistisch ausgeschlachtet wurde von italienischer Seite das Schicksal der italienischen Piloten Tito Minniti und Livio Zannoni, die nach einer Notlandung ihres Aufklärungsflugzeugs – vermutlich von aufgebrachten Dorfbewohnern – getötet wurden. Die italienische Propaganda verbreitete verschiedene, teils widersprüchliche Berichte über ihr grausames Schicksal; die tatsächlichen Umstände ihres Todes ließen sich beim Auffinden der Leichen nicht mehr aufklären.

## Japan
Drei der gefangenen acht amerikanischen Flieger, die 1942 an dem Doolittle Raid genannten Luftangriff auf Tokio teilgenommen hatten, wurden auf Befehl der japanischen Führung in der besetzten Stadt Shanghai hingerichtet.
Gegen die bei den Luftangriffen auf Japan abgeschossenen alliierten Flieger gingen die japanischen Behörden hart vor. Von etwa 545 in Japan gefangen genommenen alliierten Soldaten wurden 132 hingerichtet. 29 wurden von Zivilisten getötet und 94 weitere starben in der Gefangenschaft. Eine Reihe der Täter wurden nach Kriegsende u. a. bei den Kriegsverbrecherprozessen von Yokohama zu Haftstrafen verurteilt.